# Vård- och omsorgsprogrammet
Vård- och omsorgsprogrammet (VO) är ett av det svenska gymnasiets nationella program. Liksom övriga gymnasieprogram omfattar utbildningen tre år. 
Efter examen kan man arbeta inom hälso- och sjukvård samt inom socialtjänsten. Inom hälso- och sjukvård kan man arbeta på till exempel vårdavdelning inom somatisk och psykiatrisk vård, vårdcentral eller i hemsjukvård. Inom socialtjänst kan man bland annat arbeta i särskilt boende, gruppbostad, daglig verksamhet, socialpsykiatri, hemtjänst eller som personlig assistent. Även i hälsofrämjande arbete (bland annat mental träning) finns arbetstillfällen. 
Utbildningen ger högskolebehörighet. 

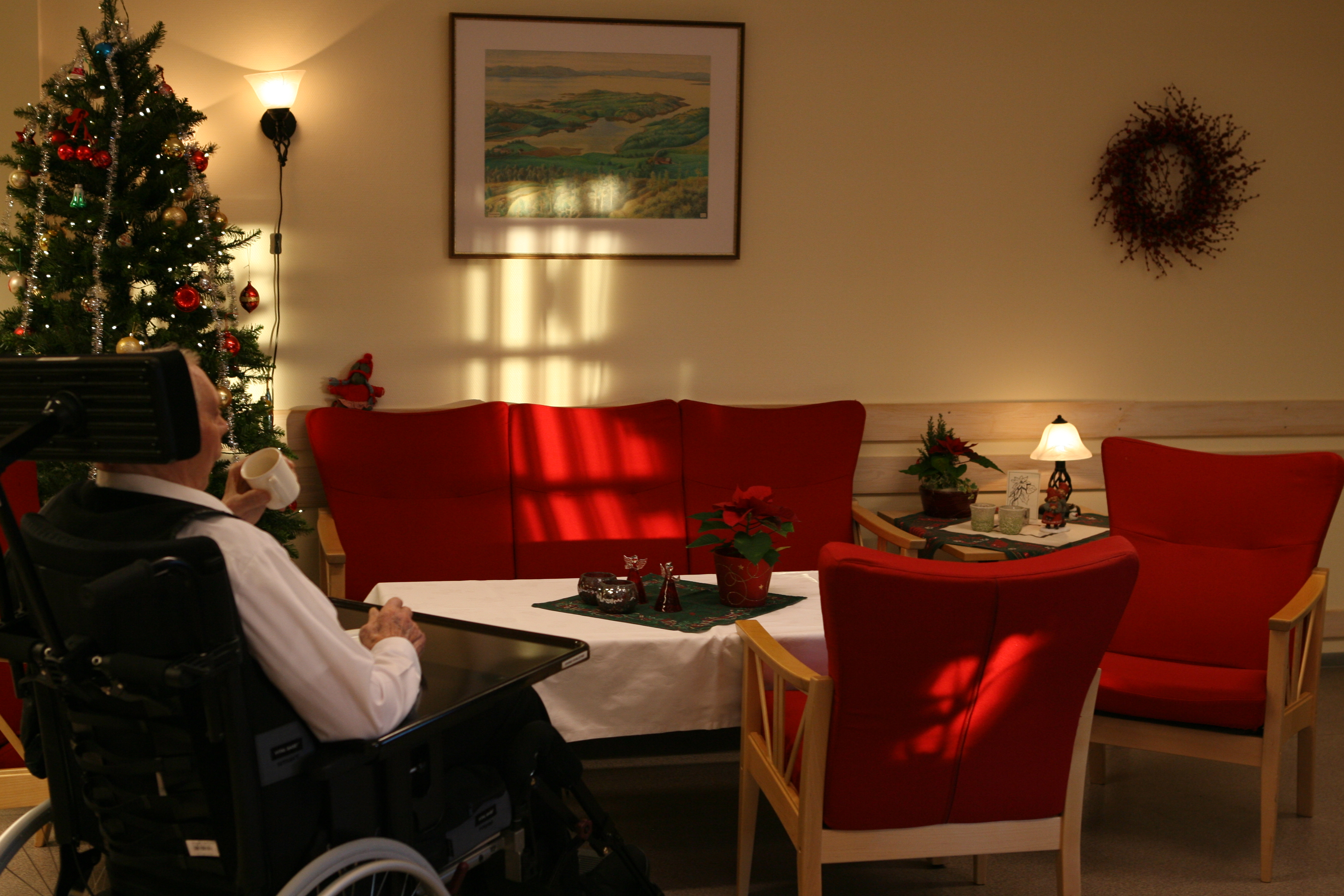
Efter utbildningen kan man bland annat arbeta på ålderdomshem

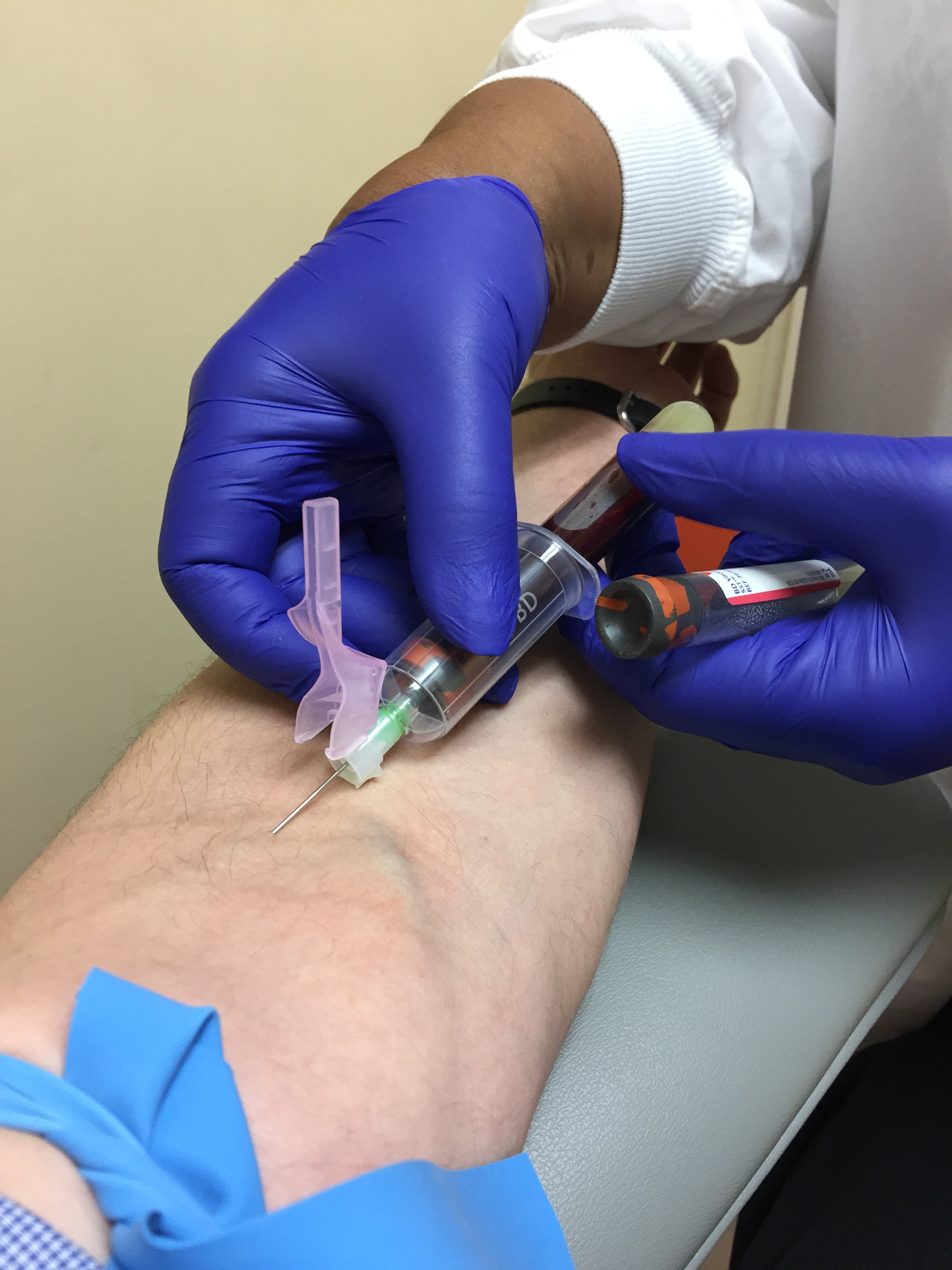
Blodprov via armvecket